# Women's National Health Association
La Women's National Health Association (WNHA), Association nationale pour la santé des femmes d'Irlande en français, est une organisation de santé publique mise en place en Irlande en 1907, avec l'objectif d'éliminer autant que possible la tuberculose, et de réduire les taux élevés de mortalité infantile en Irlande.

## Fondation
L'association est fondée par Lady Aberdeen, épouse du lord-lieutenant d'Irlande, Lord Aberdeen. Au cours du deuxième mandat de son mari en Irlande de 1906 à 1915, Lady Aberdeen se concentre sur les soins de santé et de bien-être social, des sujets auxquels elle s'est intéressée durant toute sa vie.
Plus de 170 succursales locales de la WNHA sont fondées dans tout le pays.

## Activités
Le travail de l'association commence avec une exposition sur les questions de santé, qui fait partie de l'Irish International Exhibition qui se tient à Dublin en 1907. Avec l'aide du gouvernement, l'association organise un réseau de dépôts de lait pasteurisé, construit des hôpitaux, des dispensaires et des sanatoriums et élargit ses activités pour inclure des soins médicaux et dentaires d'inspections pour les enfants à l'école.
En 1908, Lady Aberdeen édite trois volumes intitulés Croisade de l'Irlande contre la tuberculose, qui sont des 
résumés des conférences données lors de la première exposition de la WNHA. Elle a également édité Sláinte, le journal de la WNHA  de 1909 à 1915.

## Membres notoires
- Florence Moon
- Mary Fleetwood Berry
- Mary Cosgrave, présidente à partir de 1939